# Diego Romanelli
Diego Romanelli (Itamonte, 23 de março de 1991) é um lutador brasileiro de luta olímpica.
Representou o país nos Jogos Pan-americanos de 2011, em Guadalajara (México).